# تيتو مونيوث
تيتو مونيوث (بالإنجليزية: Tito Muñoz)‏ هو موزع أمريكي، ولد في 14 يوليو 1983.

## وصلات خارجية
- تيتو مونيوث على موقع IMDb (الإنجليزية)
- تيتو مونيوث على موقع ميوزك برينز (الإنجليزية)

- الموقع الرسمي